# Pneumatopteris cheesmaniae
Pneumatopteris cheesmaniae är en kärrbräkenväxtart som beskrevs av Holtt. Pneumatopteris cheesmaniae ingår i släktet Pneumatopteris och familjen Thelypteridaceae. Inga underarter finns listade.